# Beretta Mx4 Storm
La Beretta Mx4 Storm è la versione automatica della carabina civile Beretta Cx4 Storm progettata per uso militare e forze di polizia.